# Конрад IV Старший
Конрад IV Старший (Олесницкий) (пол. Konrad IV Starszy (oleśnicki), нем.  Konrad IV. von Oels; Konrad IV. „Senior“; 1380/1390 — 9 августа 1447, Ельч) — князь Олесницкий (1412—1416), Козленский, Бытомский и Сцинавский (1412-1416), епископ вроцлавский и князь Ныский (1417—1447).

## Происхождение
Представитель силезской линии польской династии Пястов. Старший сын Конрада III Старого (1354/1359 — 1412), князя олесницкого (1403—1412), и Гуты, происхождение которой неизвестно. Его четверо младших братьев также носили имя «Конрад». Конрад IV, несмотря на то, что он был самым старшим сыном Конрада III Старого и его наиболее вероятным наследником, избрал для себя духовную карьеру.

## Церковная карьера
Церковная карьера для княжеского сына развивалась стремительно. Не позднее, чем в конце 1399 года, он был клириком во Вроцлаве. Через год он безуспешно пытался получить саны каноника вроцлавского и пробста в Домаславе. Неудача не остановила Конрада, который, начиная по крайней мере с 1410 года, был каноником во Вроцлаве, а в 1411—1417 годах — пробстом капитула. В 1411 году князь Конрад Старый попытался получить сан епископа вармийского. С этой целью он даже отправился в дальнее путешествие в Рим. Хотя его поездка закончилась неудачей, он в качестве компенсации он получил степень магистра и папского нотариуса. В 1412 году Конрад Старший отказался от сана каноника в Оломоуце.
После отказа от сана епископа вроцлавского, князя Вацлава Легницкого, папа римский Мартин V назначил князя Конрада Старшего Олесницкого 17 января 1417 года новым епископом вроцлавским. Рукоположение в епископский сан состоялось 22 февраля 1418 года в коллегиате Святого Николая в Отмухуве.

## Политическая деятельность
Несмотря на участие с ранней молодости в церковных делах Конрад IV Олесницкий также интересовался политикой. Ещё в 1402 году Конрад вместе с отцом принял участие в съезде силезских князей во Вроцлаве. В 1409 году по распоряжению германского и чешского короля Вацлава IV Люксембургского Конрад Старший со своим отцом был посредником в заключении перемирия между Польшей и Тевтонским орденом. В 1412 году Конрад Старший был посредником в урегулировании конфликта между князьями Опольскими, чешским королём Вацлавом IV и городом Вроцлавом. В 1416 году князья Конрад IV Старший, Конрад V Кацкий и Конрад VII Белый, находившиеся в Мальборке, заключили с великим магистром Тевтонского ордена Михаэлем Кюхмайстером фон Штернбером договор, направленный против Польши и Литвы. Князья Олесницкие обязывались оказывать помощь Тевтонскому ордену во время войны с польским королём Владиславом Ягелло и великим князем литовским Витовтом.
В декабре 1412 года скончался князь олесницкий Конрад III Старый. Ему наследовали его старшие сыновья Конрад IV Старший и Конрад V Кацкий, которые правили также от имени своих трёх младших братьев. В 1416 году Конрад Старший, давно избравший для себя церковную карьеру, отказался в пользу своих младших братьев от большинства титулов и владений, сохранив при этом за собой города Конты-Вроцлавске, Берутув, Прудник и Сыцув.
Его карьера в качестве епископа вроцлавского и правителя княжества Ныса-Отмухув совпали с бурным периодом Гуситских войн, которые во многом определили политику князя-епископа.

## Гуситские войны
В начале 1420 года князь Конрад Олесницкий вместе с другими силезскими князьями участвовал имперском съезде во Вроцлаве, где принёс оммаж германскому императору Сигизмунду Люксембургскому, затем он отправился со своим сюзереном в Прагу, где присутствовал при коронации Сигизмунда Люксембургского чешской короной. Верность князя-епископа не дрогнула даже, когда через год с детронизацией Сигизмунда, власть нового короля признавалась только в Силезии, Лужице, части Моравии и Чехии. Конрад IV принимал участие в организованной в этом году первом крестовом походе против гуситов, который закончился взятием Броумова.
В 1422 году германский император и чешский король Сигизмунд Люксембургский назначил Конрада Старшего Олесницкого наместником (королевским старостой) в Силезии и официально доверил ему роль организатора борьбы с гуситами.
В январе 1423 года Конрад IV Старший принял участие вместе с другими силезскими князьями в договоре, заключённом между Сигизмундом Люксембургским и Тевтонским орденом, направленном против короля Польши Владислава Ягелло. В случае успеха войны против Польши союзники, в том числе силезские князья, планировали раздел польских земель. В конечном счёте, до реализации договорённостей дело не дошло, Сигизмунд Люксембургский примирился с Владиславом Ягелло в том же году в Кежмарке. В апреле 1424 года епископ вроцлавский Конрад Старший вместе с младшим братом Конрадом V отправился в Калиш на переговоры с польским королём Владиславом Ягелло.
В 1425 году состоялся второй крестовый поход против чешских гуситов, во главе которого стоял епископ вроцлавский, князь Конрад Олесницкий. Новый поход также завершился поражением крестоносцев. С 1427 года гуситы стали совершать ответные походы на владения союзников Сигизмунда Люксембургского. В том же году во время похода на Лужицу гуситы захватили и разрушили пограничные города Злоторыя и Любань. Чтобы нейтрализовать гуситскую угрозу, часть князей Силезии и некоторые крупные города (в частности, Вроцлав и Свидница) создали союз под руководством епископа вроцлавского Конрада Олесницкого. В следующем году в Силезию вторглась гуситская армия под предводительством Прокопа Великого. Большинство силезских князей заключили тогда сделку с гуситами, который в обмен за больший выкуп и свободное прохождение через их территории обеспечивали им неприкосновенность имущества. Несмотря на явное предательство со стороны некоторых князей, епископ вроцлавский Конрад Олесницкий, собрав войско, решил вступить в сражении с гуситами. В декабре 1428 года в окрестностях Нысы произошла битва, в которой гуситы одержали полную победу. В битве погиб князь Ян Зембицкий, а Конрад Олесницкий смог спастись бегством. После этой победы Прокоп Великий, уже не встречая сопротивления, двинулся в глубь Силезии. Чешские гуситы разорили и выжгли большую часть территории Нижней и Верхней Силезии. Особенно пострадали владения епископа вроцлавского Конрада Олесницкого. Разорения избежали те территории, которые принадлежали князья и городам, которые ранее заплатили гуситам крупный денежный выкуп. Для политического и военного равновесия большой угрозой стал факт присоединения к гуситам князя Опольского Болеслава V.
В последующие годы, несмотря на предыдущее поражение под Нысой, епископ вроцлавский Конрад Старший пытался продолжить войну с гуситами в Силезии. В 1430 году произошло новое вторжение гуситов в Силезию при поддержке польско-литовских наёмников князя Сигизмунда Корибутовича. Конрад IV вынужден был смириться с потерей двух важных крепостей в Немче и Отмухуве (они были возвращены только через пять лет). В 1432 году серьёзному разрушению подверглась вотчина епископа — княжество Олесницкое (была сожжена Олесница, а также монастыри в Любёнже и Тшебнице). Для защиты католических владений в 1433 году Конрад Старший решил на возродить «Союз силезских князей», вторично возглавив его.

## Гражданские войны в Силезии
В декабре 1437 года скончался германский император и чешский король Сигизмунд Люксембургский. После его смерти в Чехии и Силезии началась гражданская война. Перед смертью Сигизмунд Люксембургский назначил преемником в Чехии своего зятя и союзника, австрийского герцога Альбрехта Габсбурга. Однако часть чешских магнатов решила выбрать на чешский престол королевича Казимира Ягеллончика, младшего брата короля Польши Владислава III Варненчика. Князья Конрад IV и Конрад V Олесницкие поддержали претензии австрийского герцога Альбрехта Габсбурга на чешский престол. Осенью 1438 года в Чехию вторглась польская армия. Поляки совершили ряд опустошительных набегов на владения силезских Пястов, чтобы заставить их признать Казимира в качестве короля Чехии. В ноябре того же 1438 года Альбрехт II с сильным австрийским войском вступил в Чехию и Силезию, вынудив поляков отступить. В декабре 1438 года во Вроцлаве большинство силезских князей принесли оммаж Альбрехту Габсбургу как новому королю Чехии.
В феврале 1439 года Конрад Старший с братьями стал гарантом мирного договора между польским королевичем Казимиром Ягеллончиком и королём Чехии Альбрехтом II Габсбургом, заключённым в Намыслуве.
27 октября 1439 года скончался чешский и венгерский король Альбрехт II Габсбург. В следующем 1440 году на вакантный чешский престол стали претендовать Владислав Постум (сын умершего Альбрехта II Габсбурга) и король Польши и Венгрии Владислав III Варненчик. Оба кандидата имели многочисленных сторонников в Силезии (в том числе, епископ вроцлавский поддерживал Владислава Постума, а его младший брат Конрад VII Белый — Владислава Варненчика). В 1442 году Конрад VII захватил епископский замок в Отмухуве, но в 1444 году он оставил занятый замок в обмен за выкуп в размере 2000 венгерских гульденов. В феврале того же 1444 года по приказу вроцлавского епископа Конрада IV его брат Конрад VII был взят в плен во Вроцлаве и заключён в Нысе. В марте того же года Конрад VII был освобождён из плена благодаря заступничеству гнезненского архиепископа, познанского епископа, брата Конрада VIII и племянников.

## Финансовые трудности и спор с капитулом
Огромные разрушения, какие понесло Вроцлавское епископство во время гуситских и гражданских войн, привели к тому, что Конрад IV Олесницкий в последние годы своего правления влез в огромные долги (его долг достиг 8500 венгерских гульденов), которые удалось с большим трудом выплатить его преемникам.
Финансовые вопросы, а особенно осуждение папой римским Евгением IV симонии на Базельском соборе (до этого произошёл захват Конрадом Старшим денежной суммы, собираемой на территории епархии на унию между католической и православной церквями) привели к тому, что епископ вроцлавский 1 августа 1444 года под давлением капитула вынужден был отказаться от епископского сана. Официальной причиной стали огромные долги и отсутствие средств на содержание двора. Папа римский Евгений IV отказался утвердить это решение и 21 июля 1445 года приказал ему повторно занять епископскую кафедру. Примирение епископа с капитулом произошло только в 1446 году, да и то под давлением военных сил князя-епископа. Это позволило ему организовать в 1446 году епархиальный синод, который принял синодальный устав и реформировал церковную жизнь во Вроцлавской епархии.
Конрад IV Олесницкий скончался вечером 9 августа 1447 года в Ельче и был похоронен в Соборе Иоанна Крестителя во Вроцлаве.

## Конрад IV в культуре
Конрад IV — это один из второстепенных персонажей в гуситской трилогии польского писателя Анджея Сапковского, фоном которой являются Гуситские войны.